# 마이앤트메리
마이앤트메리(My Aunt Mary)는 대한민국의 남성 3인조 음악 그룹이다.

## 구성원
- 토마스 쿡(정순용) (보컬,기타)

- 2001년 솔로 프로젝트 '토마스 쿡'이라는 이름으로 1집 Timetable을 발표했다. 이 앨범은 2005년 재발매되었다.
- 이소라의 7번째 음반에 참여했다. 〈1번〉, 〈4번〉(강현민과 공동 작곡), 〈9번〉 작곡. 〈13번〉- 피쳐링
- 2008년, 러브홀릭스의 디지털 싱글 Butterfly에 보컬로 참여, 윤상의 Song Book 가운데 〈행복을 기다리며〉에 참여.

- 한진영 (베이스)
- 박정준 (드럼)
- 이제윤 (2집 발매 후 유학으로 탈퇴)

### 객원
임주연(2009년부터 건반 세션)

## 수상
- 제 2회 한국대중음악상 올해의 모던락 앨범 - 3집 JUST POP
- 경향신문 & 웹진 가슴네트워크 선정 한국대중음악 100대 명반 - 3집 JUST POP(47위)

## 음반 목록

### 마이 앤트 메리
| 발매일     | Artist         | 앨범 타입 | 앨범명               | 타이틀 곡          | 발매사              | 기획사                    |
| ---------- | -------------- | --------- | -------------------- | ------------------ | ------------------- | ------------------------- |
| 1999.10.25 | 마이 앤트 메리 | 정규 앨범 | 《My Aunt Mary》     | <언젠가 내게>      | 강아지/LIS뮤직      |                           |
| 2001.11.30 | 마이 앤트 메리 | 정규 앨범 | 《My Aunt Mary 2nd》 | <언젠가 내게>      | 문라이즈            | 드림비트                  |
| 2004.03.17 | 마이 앤트 메리 | 미니 앨범 | 《공항 가는 길》     | <공항 가는 길>     | 프레쉬 엔터테인먼트 | 프레쉬 엔터테인먼트       |
| 2004.07.22 | 마이 앤트 메리 | 정규 앨범 | 《JUST POP》         | <골든 글러브>      | 프레쉬 엔터테인먼트 | 프레쉬 엔터테인먼트       |
| 2006.12.12 | 마이 앤트 메리 | 정규 앨범 | 《Drift》            | <With>             | 케이앤씨뮤직        | 케이앤씨뮤직 (주)플럭서스 |
| 2008.12.16 | 마이 앤트 메리 | 정규 앨범 | 《Circle》           | <푸른 양철 스쿠터> | 케이앤씨뮤직        | 케이앤씨뮤직 (주)플럭서스 |

### 참여 앨범
| 발매일     | Artist               | 곡명                           | 수록 앨범                            | 비고                                                                    |
| ---------- | -------------------- | ------------------------------ | ------------------------------------ | ----------------------------------------------------------------------- |
| 2006.06.15 | 마이 앤트 메리       | <우리 사랑하지만 (Feat. 지선)> | 《어느 멋진 날》OST                  | - 작사 : 이재학 - 작곡 : 이재학 - 편곡 : 이재학, 정순용, 박정준, 한진영 |
| 2007.04.03 | 마이 앤트 메리       | <특별한 사람>                  | 《케세라세라》OST                    | - 작사 : 정순용 - 작곡 : 정순용 - 편곡 : 정순용, 박정준, 한진영         |
| 2008.12.05 | 마이 앤트 메리       | <행복을 기다리며>              | 윤상《Song Book》                    | - 편곡 : 마이 앤트 메리                                                 |
| 2009.03.16 | 마이 앤트 메리, 소이 | <작은 새>                      | 《남과 여... 그리고 이야기》         | - 작사 : 정순용 - 작곡 : 한진영                                         |
| 2009.07.23 | 마이 앤트 메리       | <락앤롤 스타>                  | 《결코 끝나지 않을 우리들의 이야기》 | - 작사 : 정순용 - 작곡 : 정순용 - 편곡 : 정순용                         |

## 출연

### 라디오
- 이적의 텐텐클럽 (SBS 파워FM, 2009/2/3 ~ 2009/4/7 화요일 고정) - 정순용
- 유희열의 라디오천국 (KBS 2FM, 2009/5/4 ~ 2009/6/8 월요일 고정) - 정순용
- 유희열의 라디오 천국 (KBS 2FM, 2009/8/31 ~ 2010/2/8 월요일고정) - 정순용